# Cortinarius cagei
Cortinarius cagei (Jacques Melot, 1987), sinonim (biologie) Cortinarius bicolor (Mordecai Cubitt Cooke, 1887), din încrengătura Basidiomycota, în familia Cortinariaceae și de genul Cortinarius este o specie nu prea răspândită de ciuperci necomestibile care coabitează, fiind un simbiont micoriza (formează micorize pe rădăcinile arborilor). O denumire populară nu este cunoscută. În România, Basarabia și Bucovina de Nord trăiește în grupuri preponderent pe sol acru în păduri de conifere și în cele mixte sub rășinoase, unde pământul este acoperit de mușchiul de turbă Sphagnum, dar s-a găsit și în păduri de foioase pe sol bogat. Apare de la câmpie la munte destul de târziu din (septembrie) octombrie până în (noiembrie) decembrie.

## Taxonomie

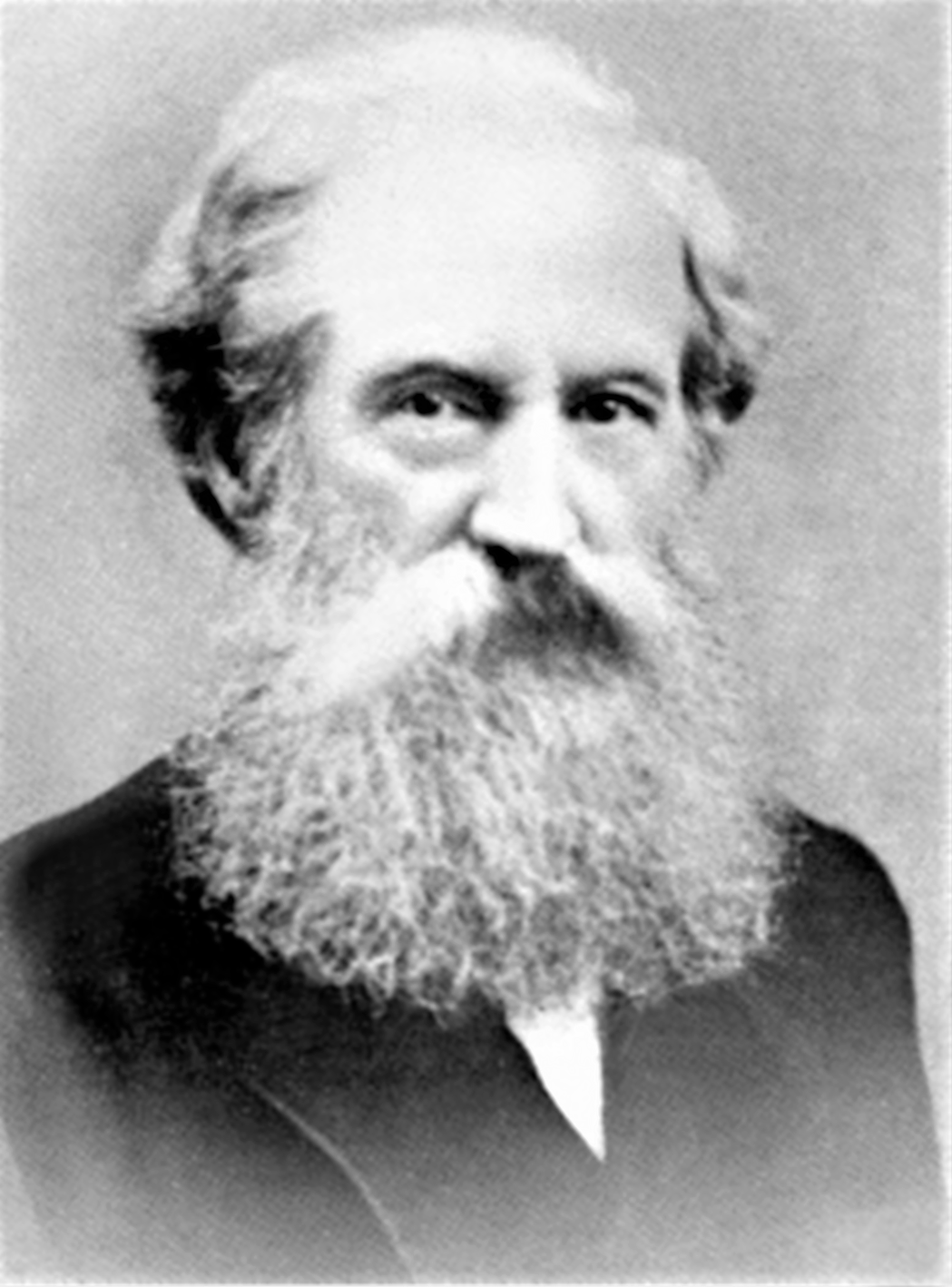
Mordecai Cubitt Cooke

Această specie a fost descrisă pentru prima dată de cunoscutul savant englez Mordecai Cubitt Cooke  sub numele Cortinarius bicolor în volumul 16 al jurnalului micologic Grevillea din 1887 și completată printr-o ilustrație în volumul VI al marii sale opere Illustrations of British Fungi (Hymenomycetes) din 1888, fiind și numele binomial până în 1990.
Apoi, în 1990, micologul francez Jacques Melot a dovedit că taxonul lui Cooke este un homonim și a schimbat numele în cel actual valabil, anume Cortinarius cagei (descris ca cageii), de verificat în articolul său în volumul 20 al jurnalului micologic Documents Mycologiques din 1990.
Denumirea Cortinarius bicolor a fost clasificată nomen illigitimum⁠(fr)[traduceți], datorită faptului că denumirea lui Samuel Frederick Gray din 1821 (pe baza descrierii lui Christian Hendrik Persoon, 1801) este mai veche, referindu-se la o specie astăzi aproape necunoscută.
Totuși, cum se poate observa pe internet și în cărți micologice destul de actuale, denumirea lui Cooke este bine cunoscută și folosită frecvent până în prezent (2022). De aceea taxonul este relevat în acest articol. Toate celelalte încercări de redenumire nu sunt folosite și astfel neglijabile.
Epitetul specific a fost creat de sus numitul Jacques Melot în onoarea compozitorului american John Milton Cage Jr. care s-a ocupat și mult cu micologia.

## Descriere

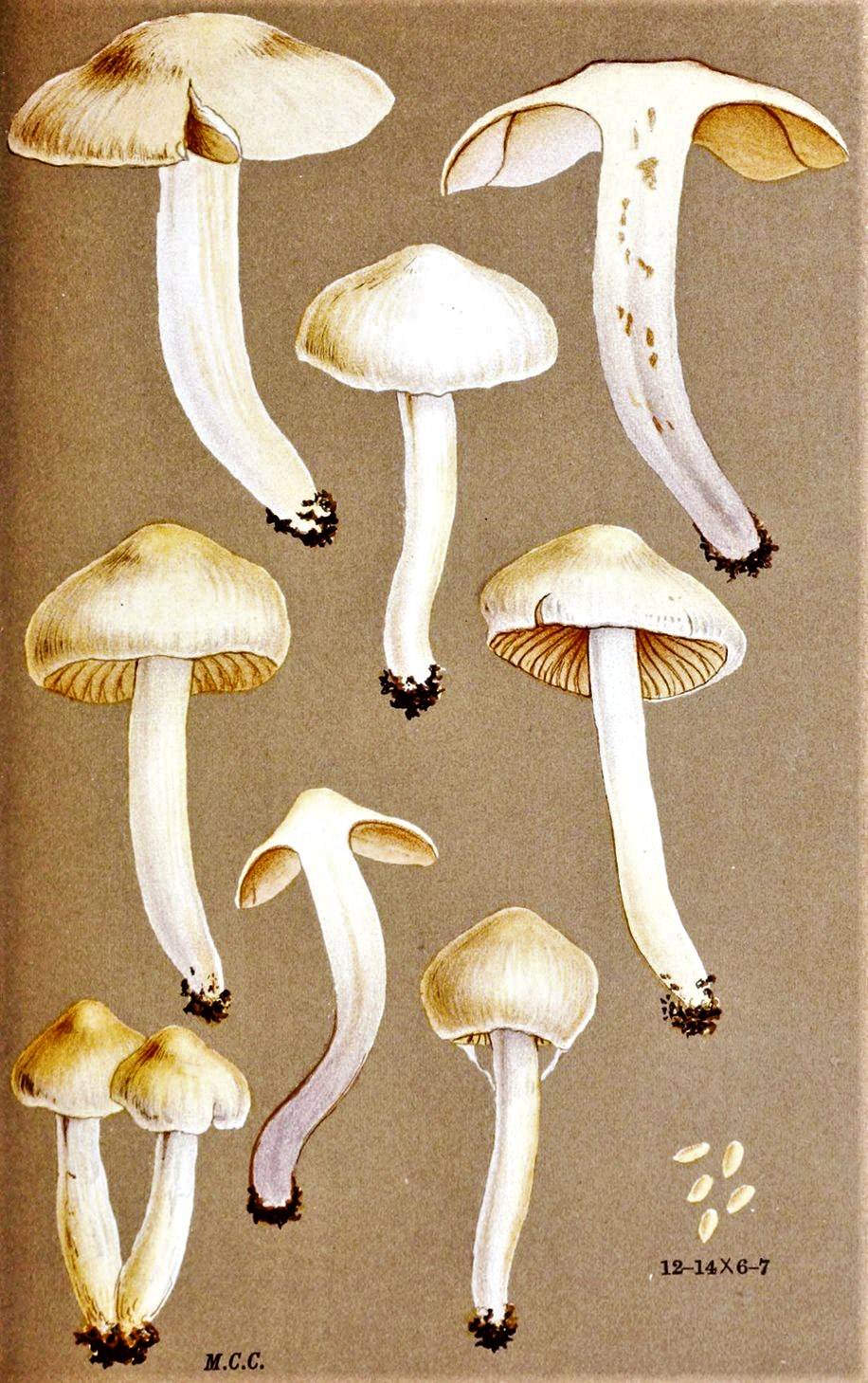
Cooke: Cortinarius cagei

- Pălăria: higrofană, destul de cărnoasă și fermă cu un diametru de 3-7 (9) cm este la început emisferic-campanulată cu marginea răsucită pentru mult timp spre interior, apoi convex-aplatizată cu o cocoașă contondentă, de obicei distinctă și adesea despicată în formă de umbrelă. Cuticula destul de groasă și în întregime separabilă este netedă, glabră și lucios-mătăsoasă, marginea fiind la început acoperită de un văl albicios. Coloritul brun-roșcat cald până brun-violet se schimbă datorită higrofanității la ariditate rapid dinspre centru spre bej-gălbui deschis până la alb-violet.
- Lamelele: destul de groase și distanțate între ele, intercalate cu lameluțe de lungime diferită, bombat atașate la picior, sunt învăluite la început de o cortină albă nu foarte abundentă și repede trecătoare, formată din fibre foarte fine ca păienjeniș, resturi ale vălului parțial. Coloritul inițial liliachiu deschis devine cu timpul brun-ocraceu până brun-portocaliu și la bătrânețe brun de scorțișoară. Muchiile sterile și ferestruite sunt ceva mai palide, aproape albicioase.
- Piciorul: adesea mai lung decât diametrul pălăriei și înrădăcinând cu o înălțime de 4-10 cm și o grosime de 0,5-1,3 (1,7) cm este uscat și strălucitor pe exterior, flexuos, fibrinos, cilindric, uneori îndoit, plin, la bătrânețe gol tubular pe dinăuntru. Coloritul cojii în întregime violet-liliachiu deschis și pătat alb-gălbui la vârf, se estompează cu timpul, devenind albicios. Nu prezintă un inel.
- Carnea: destul de cărnoasa și fermă, în picior fibroasă, este de colorit brun-ocru apos sau crem-maroniu în pălărie și albicioasă în picior cu excepția șuterului inferior și a cortexului, unde are nuanțe brun-liliachii. Nu se decolorează după tăiere. Mirosul este mai mult sau mai puțin pământos cu nuanțe de ridiche, iar gustul blând și slab dulcișor.[3][4]
- Caracteristici microscopice: are spori gălbui, dextrinoizi, elipsoidali până ovoidali, oarecum în formă de migdale cu o ornamentație mediană formată din veruci dense, mai mult sau mai puțin anastomozate, măsurând 7-9,4 x 5-6,2 microni. Pulberea lor este brună de tutun. Basidiile hialine clavate cu anse bazale anastomozate și 4 sterigme fiecare au o dimensiune de 30-35 x 7-9 microni. Celulele cuticulei (pileipellis) de tip xerocutis (o ixocutis uscată) sunt duble. Epicutis subțire este formată din hife de 3-6 μm grosime, slab dispuse, cu câteva terminații cilindrice, libere între ele, pigmentul intracelular fiind ocru gălbui și cel parietal ușor incrustant. Hipocutis (care se află sub epicutis) este slab dezvoltată și compusă din hife de 10-20 μm grosime, dens împletite, cu numeroase septuri transversale care delimitează porțiuni mai mult sau mai puțin dreptunghiulare, pigmentate parietal galben-ocraceu. Cistidele (elemente sterile situate în stratul himenial sau printre celulele din pielița pălăriei și a piciorului, probabil cu rol de excreție): creasta himenoforului este eterogenă, prezentând numeroase elemente sterile hialine slab diferențiate, cilindrice sau clavate cu o mărime de 15-30 x 7-9 microni.[11]
- Reacții chimice: carnea pălăriei se decolorează cu Hidroxid de potasiu de 40% brun-măsliniu palid și cea a tulpinii în zonele originar brun-liliachii mai intens albastru-violet.[12]

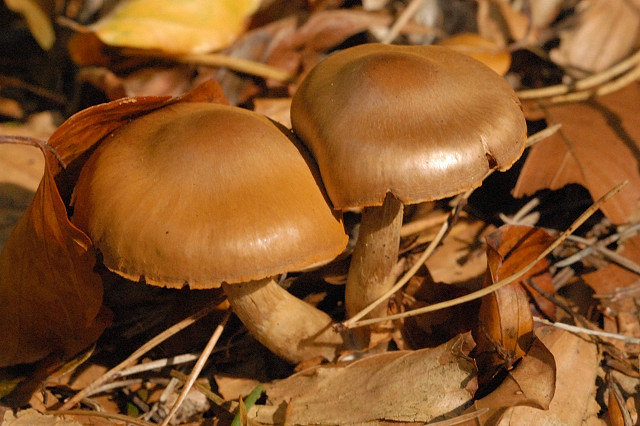
C. cagei, pălărie și picior
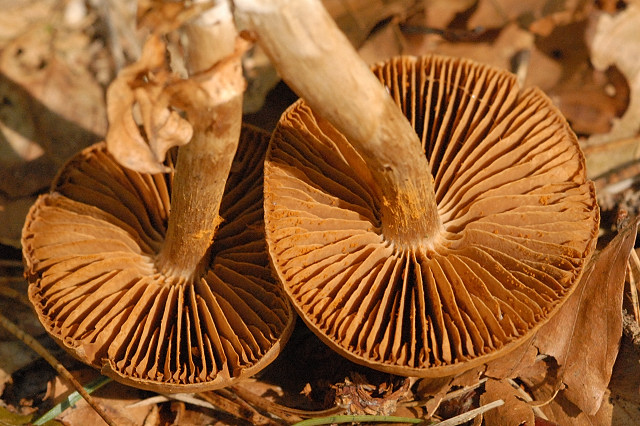
C. cagei, lamele și picior

## Confuzii
Cortinarius cagei poate fi confundat de exemplu cu Cortinarius armeniacus (necomestibil), Cortinarius callisteus (otrăvitor), Cortinarius casimirii (necomestibil), Cortinarius cinnabarinus (otrăvitor), Cortinarius cinnamomeus (otrăvitor)  Cortinarius croceus (otrăvitor), Cortinarius duracinus (necomestibil) + imagini Arhivat în 30 decembrie 2022, la Wayback Machine., Cortinarius hinnuleus (necomestibil), Cortinarius illuminus (necomestibil), Cortinarius laniger (necomestibil), Cortinarius malicorius (otrăvitor), Cortinarius obtusus (necomestibil), Cortinarius orellanus (mortal), Cortinarius rigens (necomestibil), Cortinarius semisanguineus (otrăvitor), Cortinarius torvus (necomestibil) sau Cortinarius uliginosus (otrăvitor). 

## Specii asemănătoare în imagini

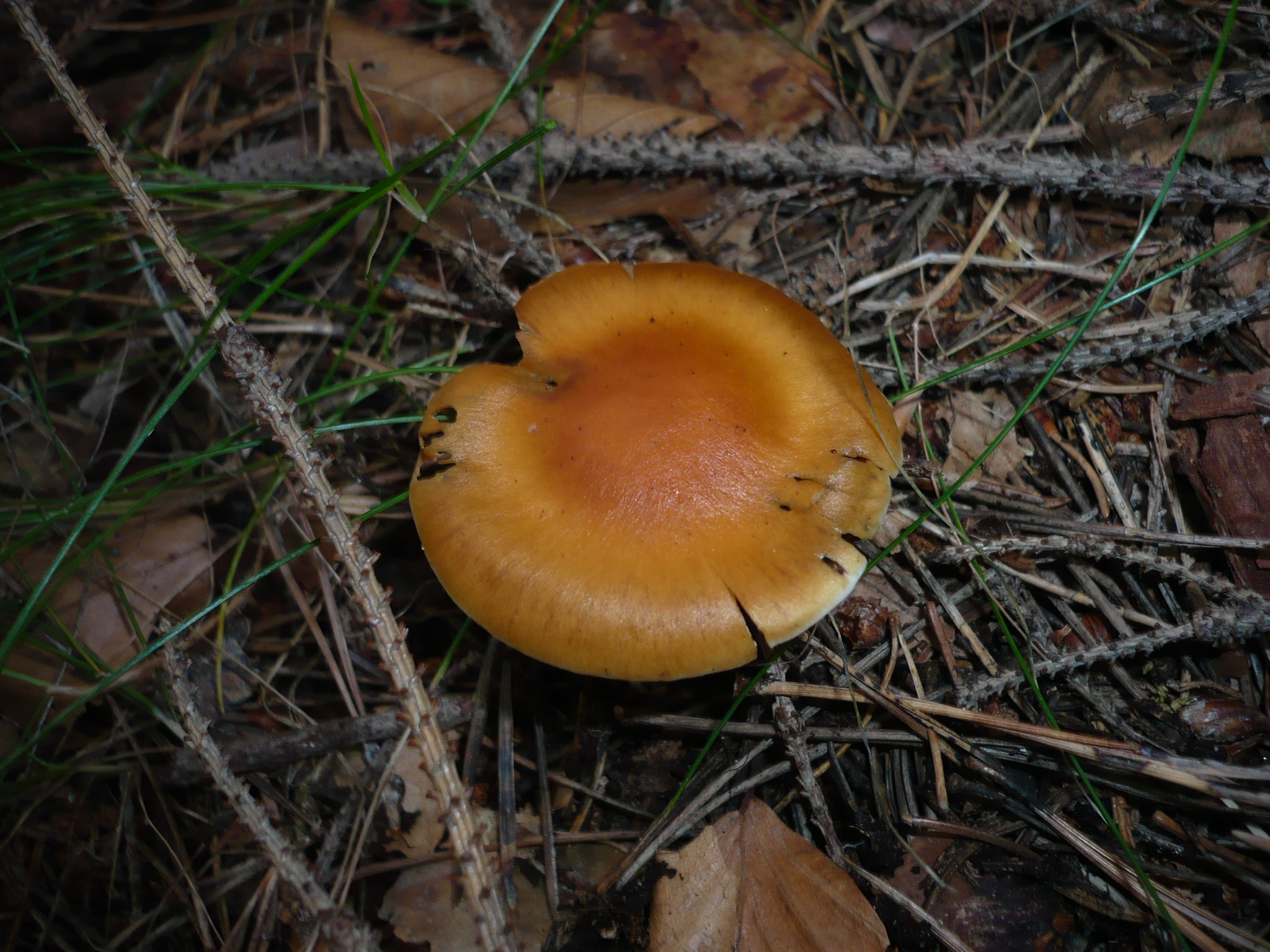
!Cortinarius armeniacus!
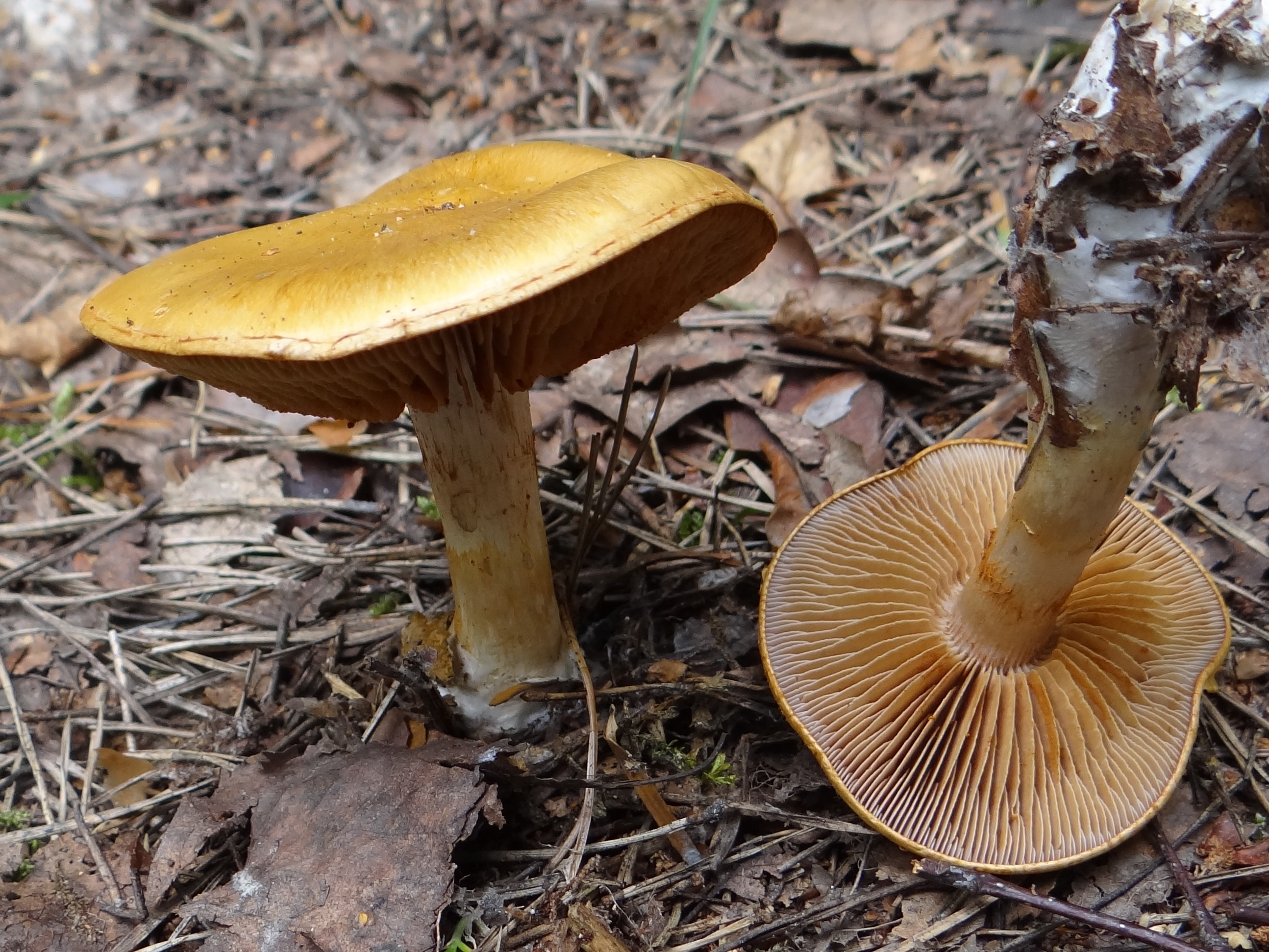
!!Cortinarius callisteus!!
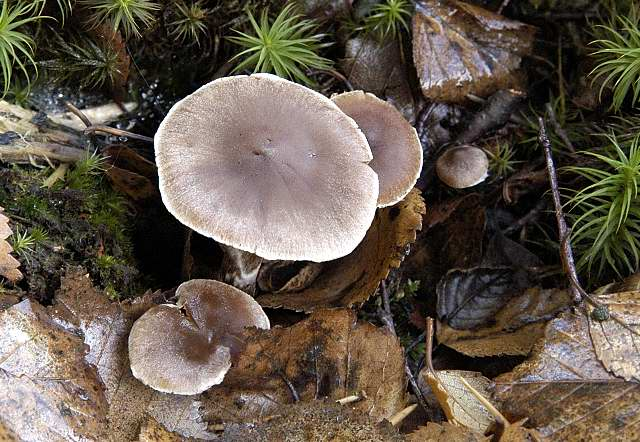
!Cortinarius casimirii!
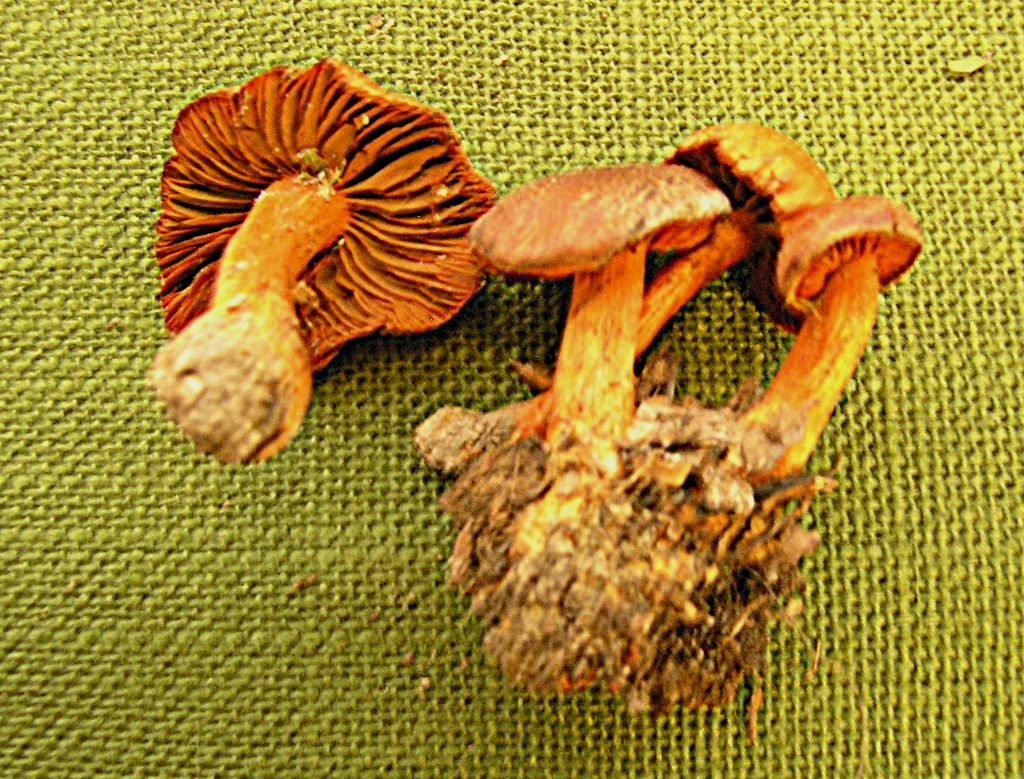
!!Cortinarius cinnabarinus!!
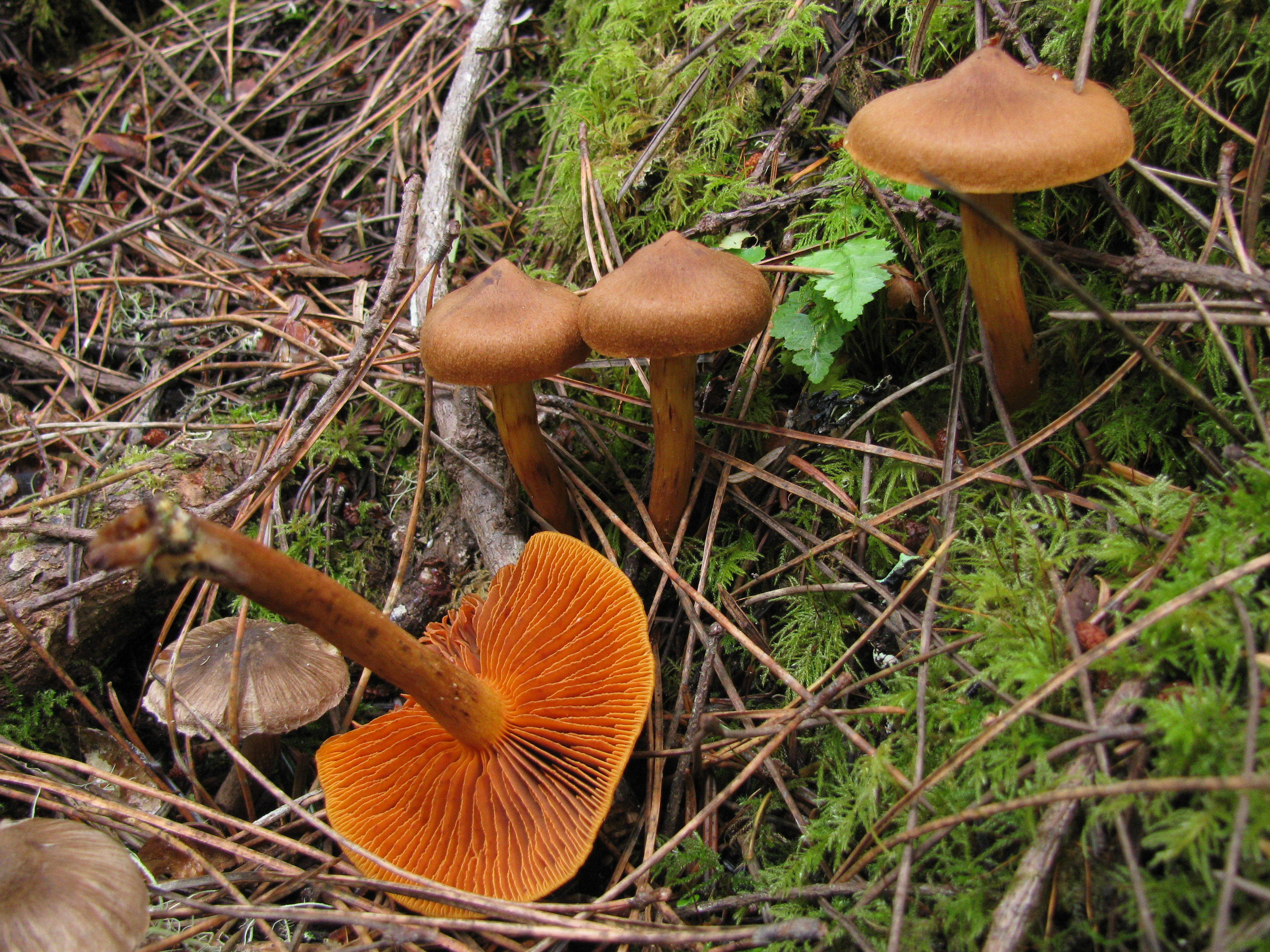
!!Cortinarius cinnamomeus!!

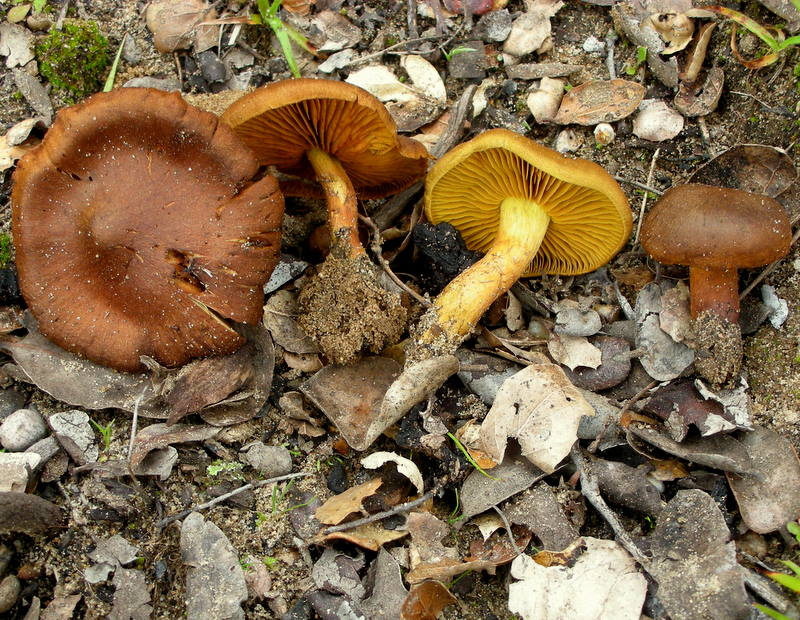
!!Cortinarius croceus!!
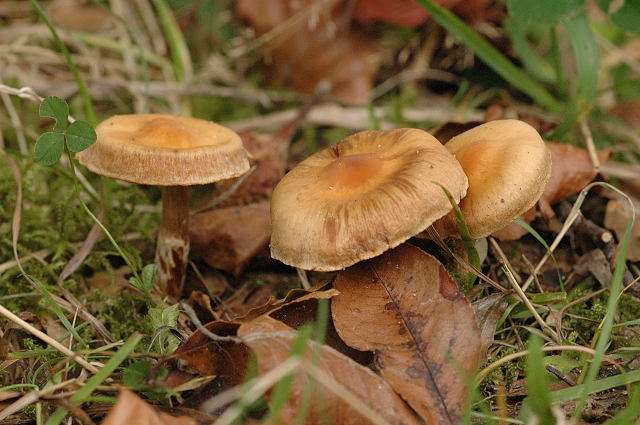
!Cortinarius hinnuleus!
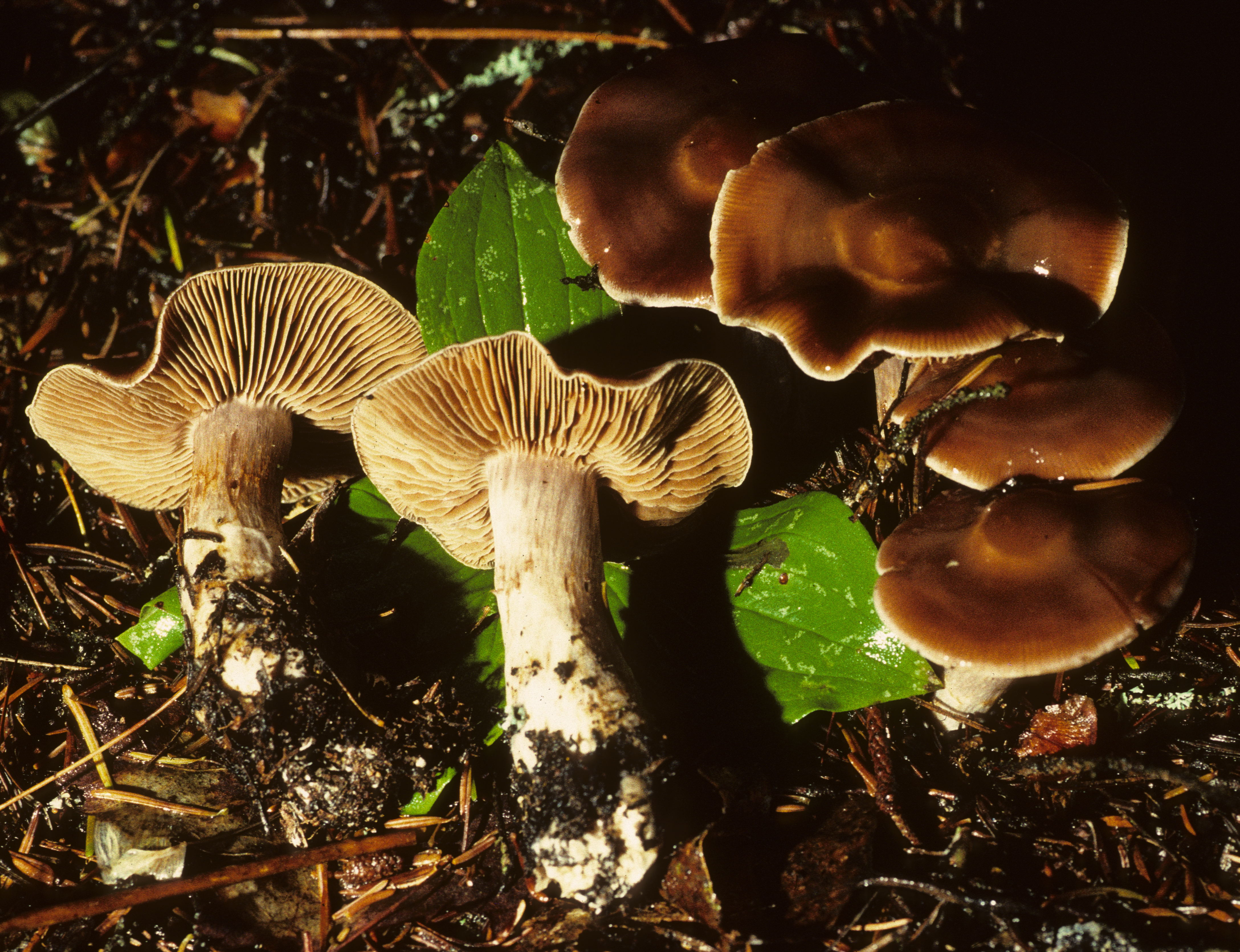
!Cortinarius illuminus!
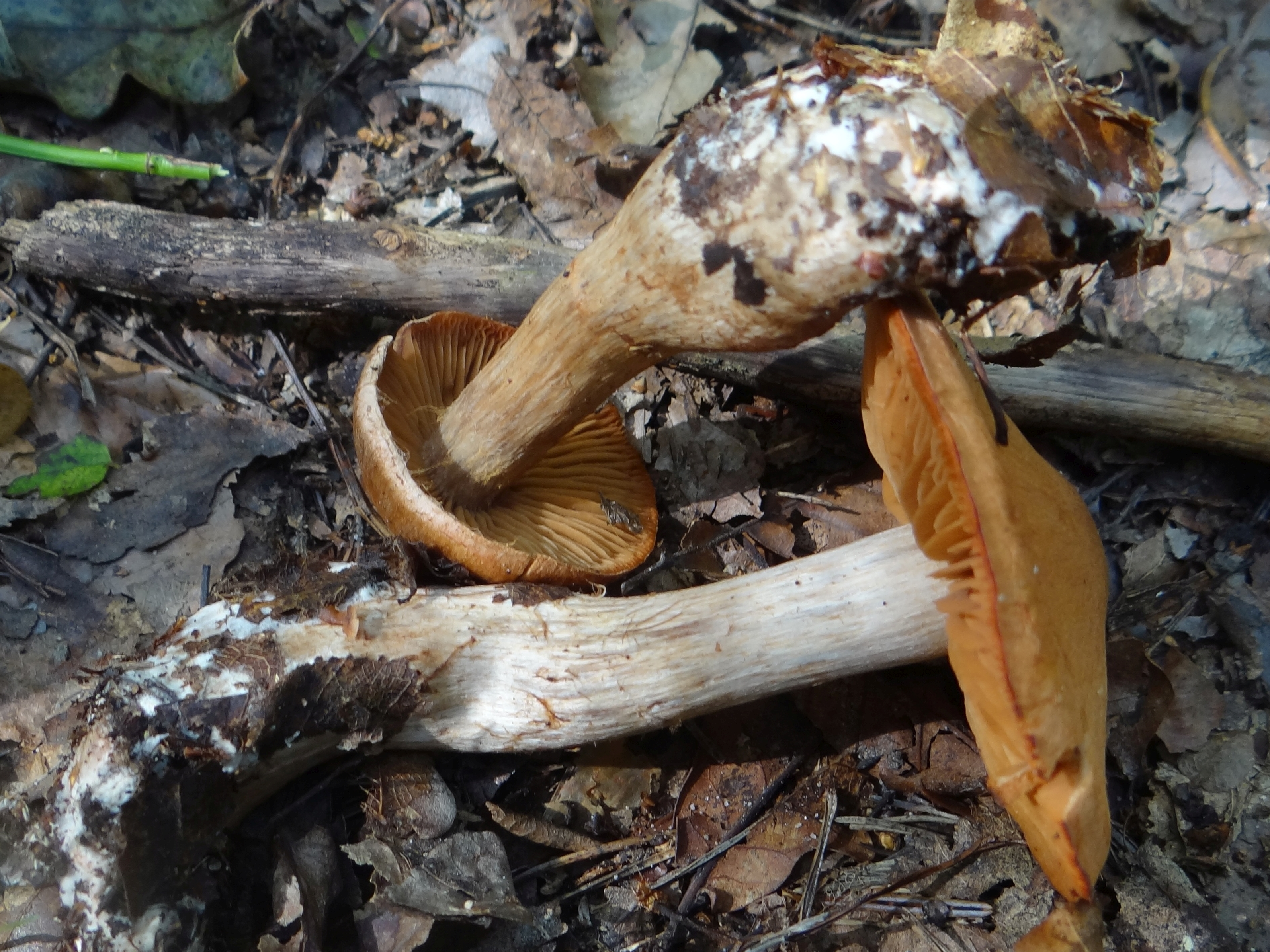
!Cortinarius laniger!
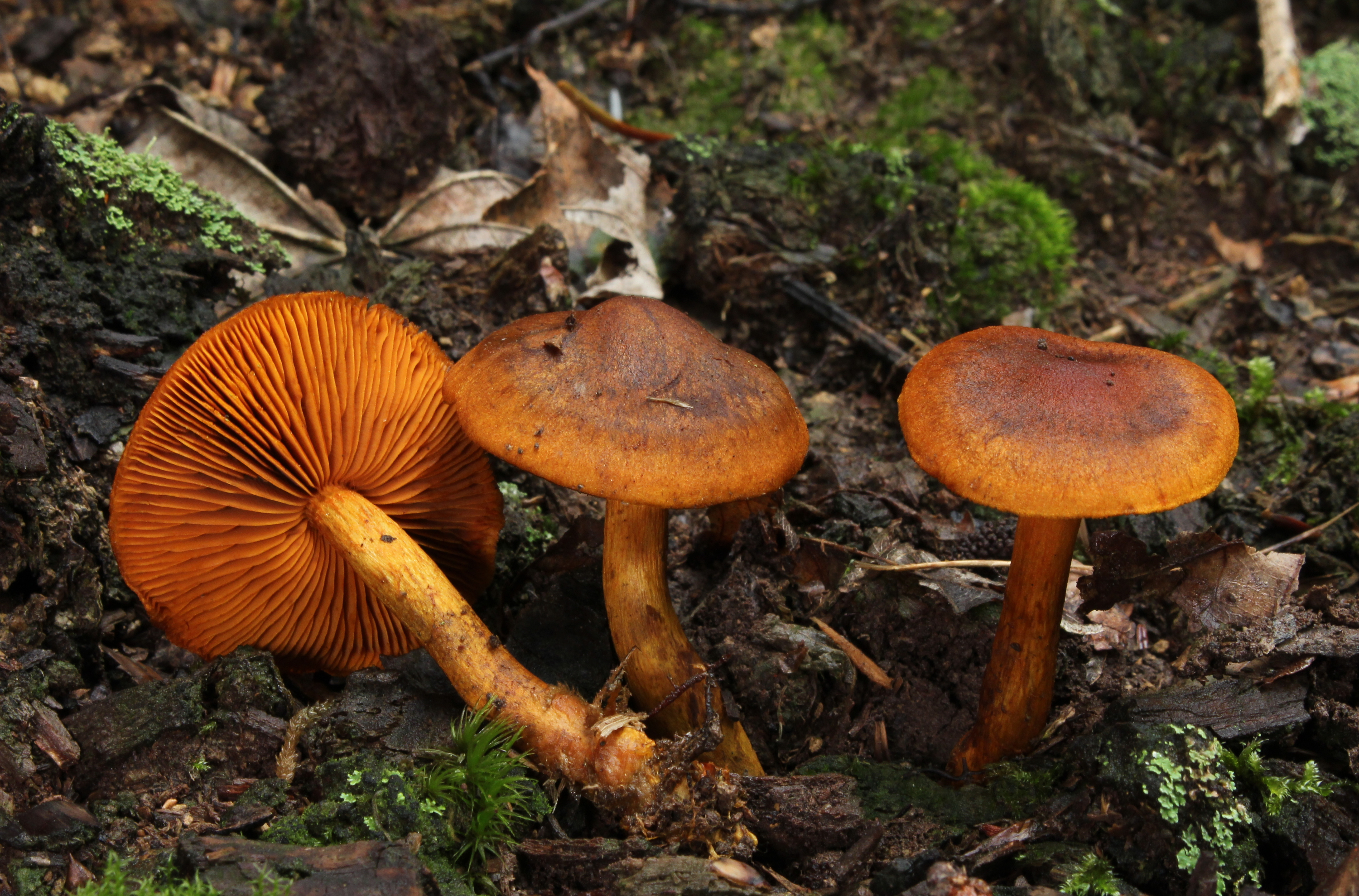
!!Cortinarius malicorius!!

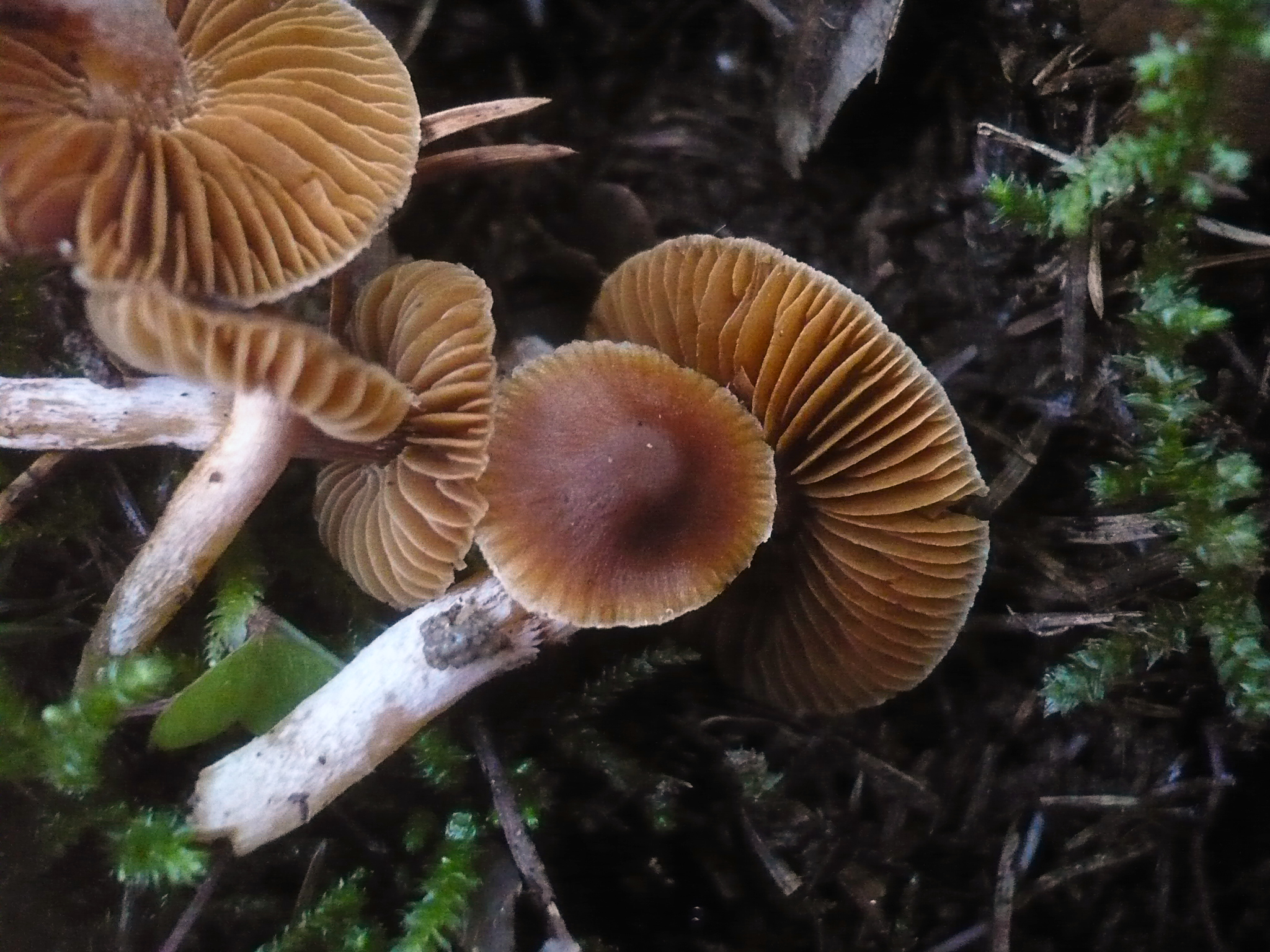
!Cortinarius obtusus!
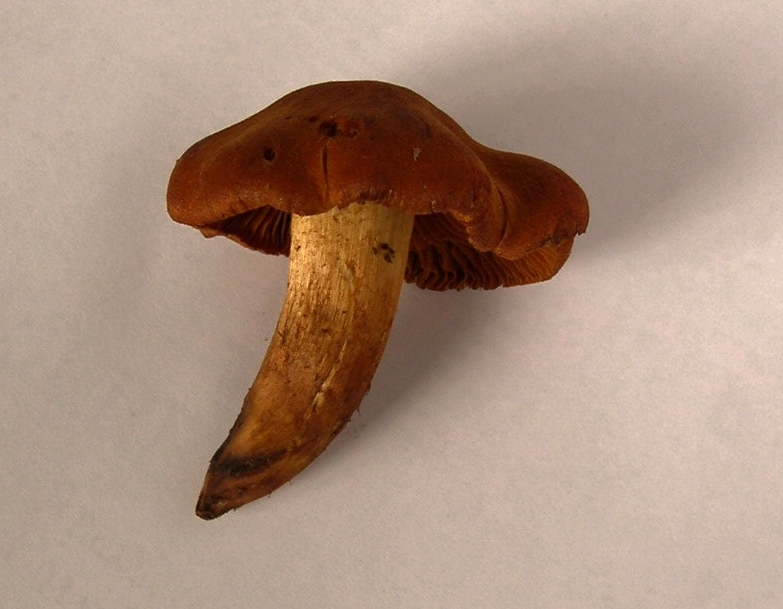
!!!Cortinarius orellanus!!!
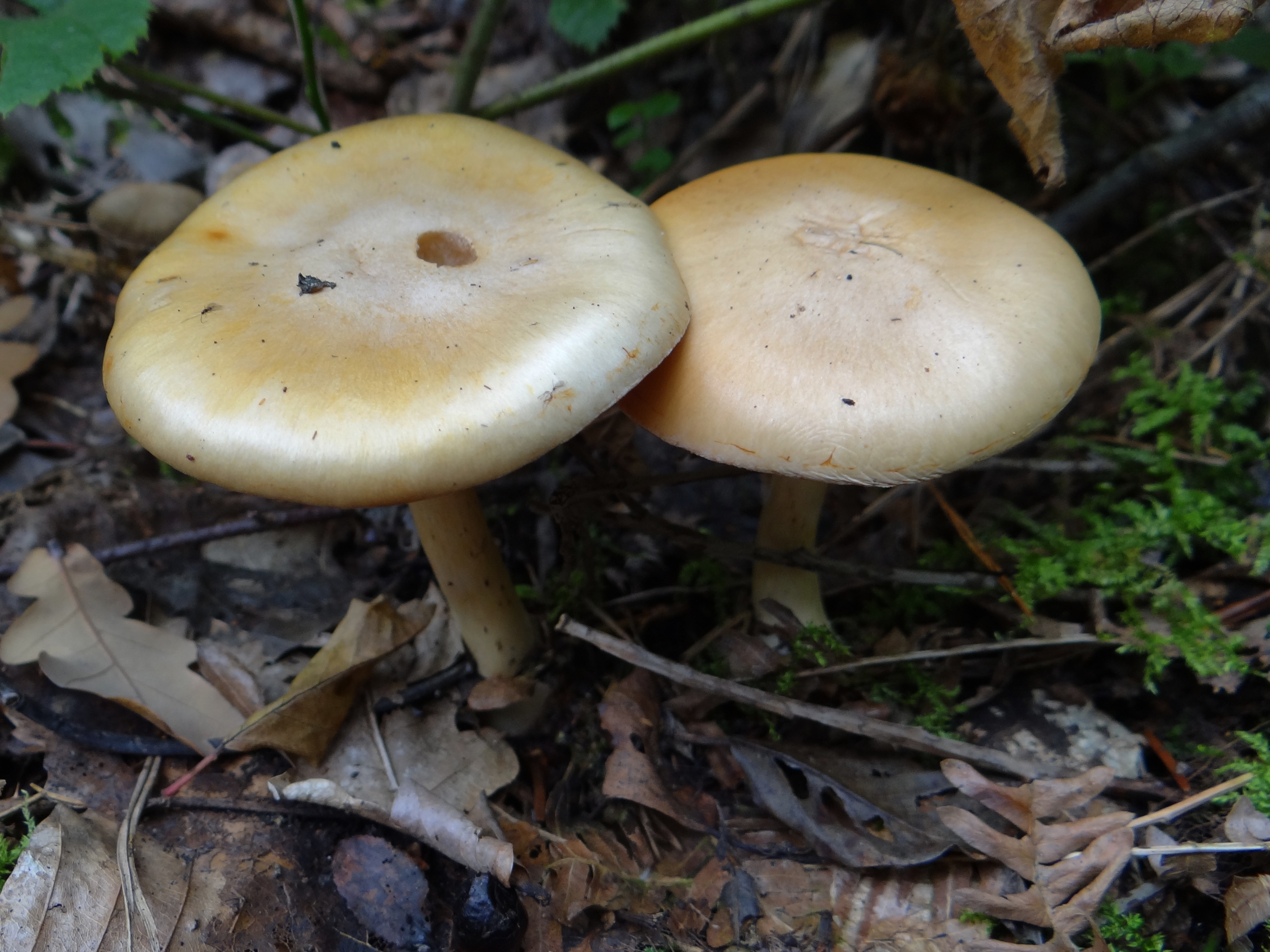
!Cortinarius rigens!
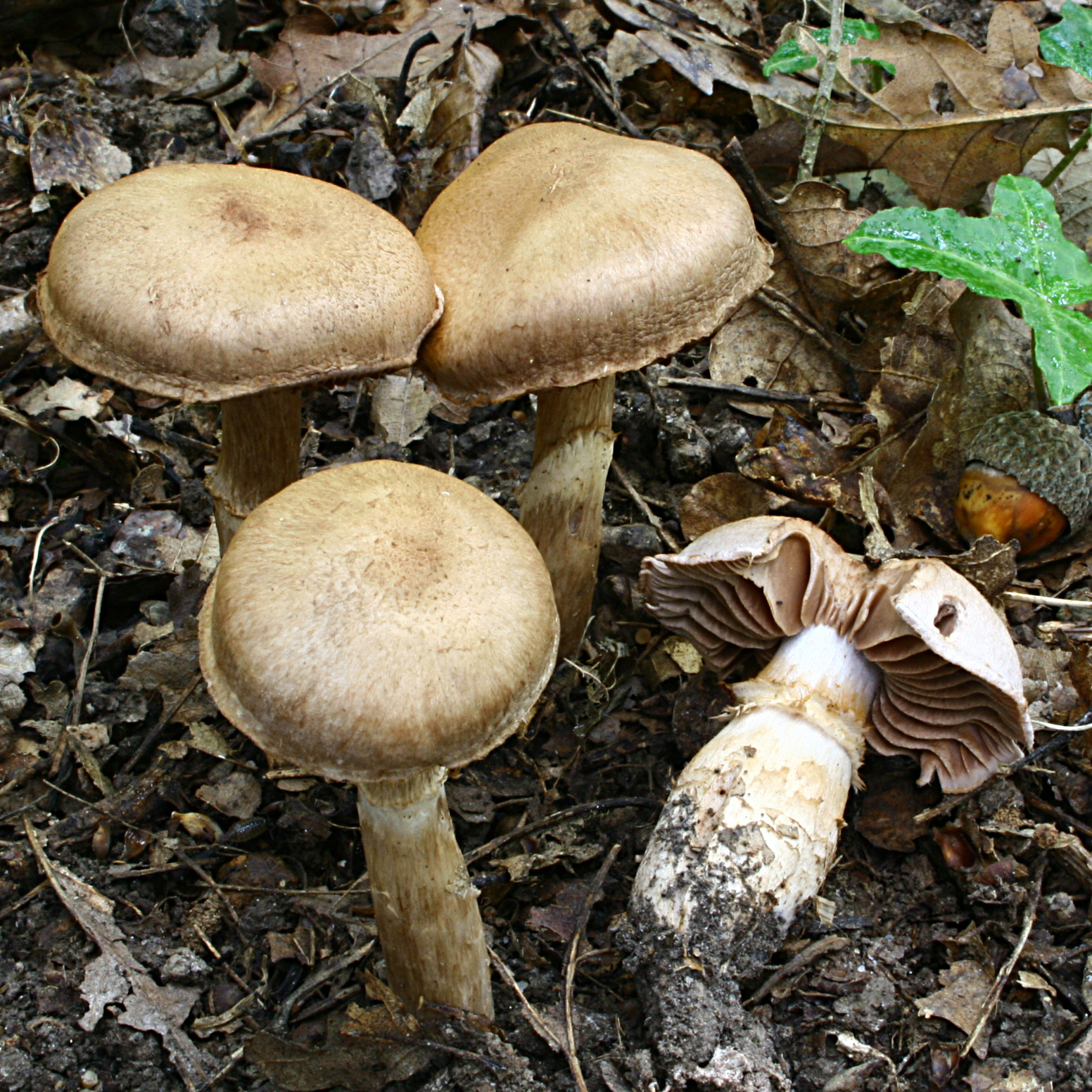
!Cortinarius torvus!
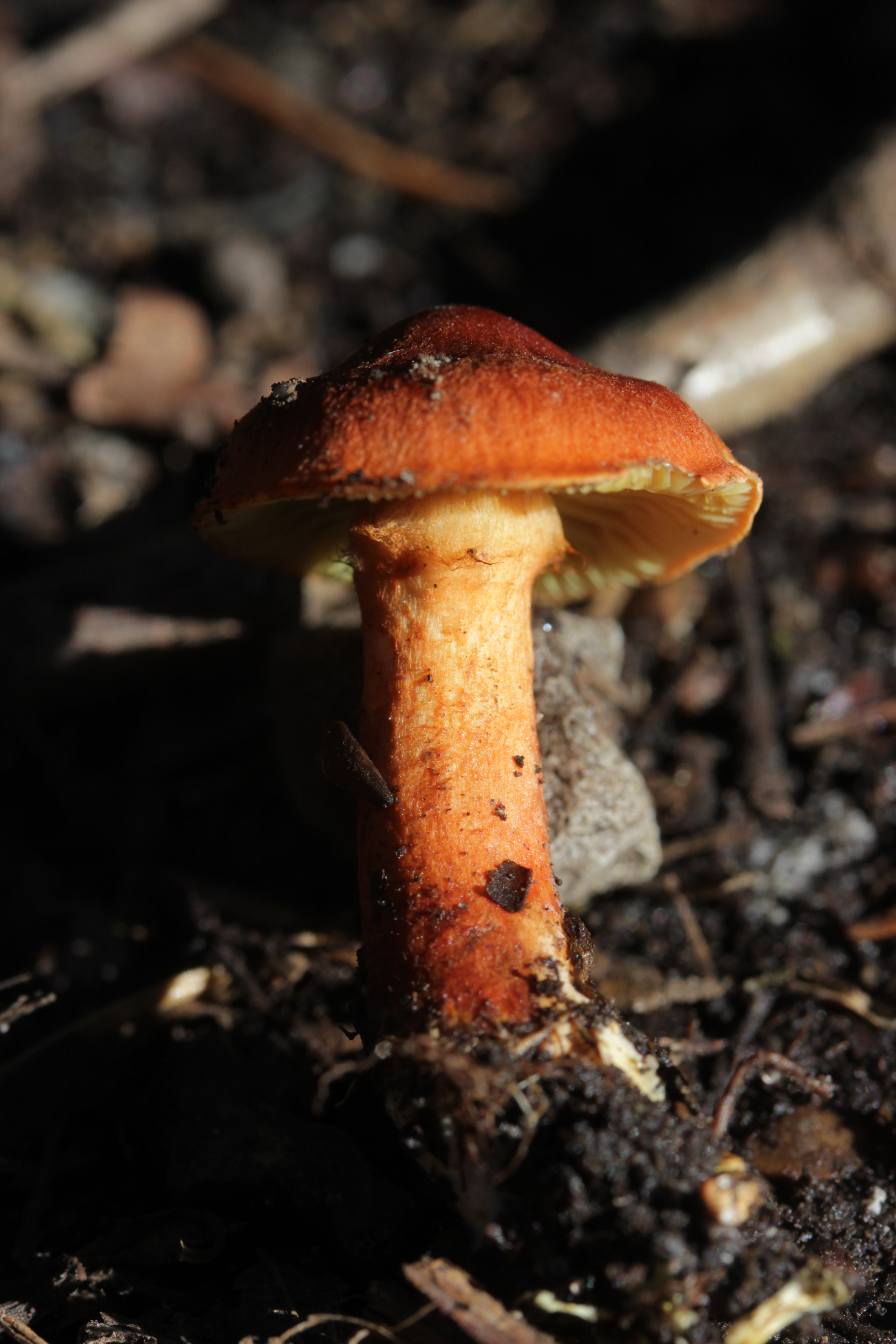
!!Cortinarius uliginosus!!

## Valorificare
Specia nu este otrăvitoare, dar necomestibilă din cauza mirosului neplăcut precum a consistenței fibroase a cărnii.